# Nati nel 1926/Aprile
| Questa pagina contiene informazioni ricavate automaticamente dalle voci biografiche con l'ausilio del template Bio e di un bot. L'aggiornamento è periodico e automatico e ricostruisce completamente la pagina. Se manca una persona in questa lista, sei pregato di non aggiungerla, ma accertati piuttosto che la sua voce biografica contenga il template Bio e che i dati anagrafici siano correttamente compilati. Se il template Bio manca, inseriscilo tu stesso o, in alternativa, metti l'avviso {{tmp\|Bio}} che ne segnala la mancanza. Se i dati riportati sono sbagliati, correggi direttamente la voce biografica; le modifiche saranno visibili in questa lista entro pochi giorni. Per chiarimenti vedi il progetto biografie. La lista contiene solo le 172 persone che sono citate nell'enciclopedia e per le quali è stato implementato correttamente il template Bio. Pagina aggiornata al 2 giu 2025. |

- 1º aprile - Charles Bressler, tenore statunitense († 1996)
- 1º aprile - Leletta D'Isola, religiosa italiana († 1993)
- 1º aprile - Alexander G. Floyd, botanico australiano († 2022)
- 1º aprile - Alberto Gallitti, montatore italiano († 2011)
- 1º aprile - Fabio Mauri, artista, scrittore e drammaturgo italiano († 2009)
- 1º aprile - Anne McCaffrey, scrittrice e autrice di fantascienza statunitense († 2011)
- 1º aprile - Urbano Rivera, calciatore uruguaiano († 2002)
- 1º aprile - Abul Kalam Shamsuddin, attore e scrittore bangladese († 1997)
- 2 aprile - Jack Brabham, pilota automobilistico, imprenditore e dirigente sportivo australiano († 2014)
- 2 aprile - Kenny Hagood, cantante statunitense († 1989)
- 2 aprile - Edgar Hilsenrath, scrittore tedesco († 2018)
- 2 aprile - Omar Domingo Rubens Graffigna, generale argentino († 2019)
- 3 aprile - Timothy Bateson, attore e doppiatore britannico († 2009)
- 3 aprile - Luigi Boille, pittore italiano († 2015)
- 3 aprile - Gus Grissom, aviatore e astronauta statunitense († 1967)
- 3 aprile - Andrew Keir, attore britannico († 1997)
- 3 aprile - Bruno Rasia, regista, pittore e sceneggiatore italiano († 2010)
- 3 aprile - Elena Yávar, cestista cilena
- 4 aprile - Paolo Licini, politico italiano († 2012)
- 4 aprile - Umberto Simonetta, drammaturgo, paroliere e umorista italiano († 1998)
- 5 aprile - Umberto Cerroni, giurista italiano († 2007)
- 5 aprile - Roger Corman, regista, produttore cinematografico e attore statunitense († 2024)
- 5 aprile - Euro Giannini, calciatore italiano († 2015)
- 5 aprile - Vinka Kitarović, partigiana jugoslava († 2012)
- 5 aprile - Joseph Rykwert, storico dell'architettura britannico († 2024)
- 5 aprile - Mario Sabbatella, calciatore argentino († 2012)
- 6 aprile - Víctor Algarañaz, calciatore boliviano
- 6 aprile - Yehuda Bauer, storico israeliano († 2024)
- 6 aprile - Pupo De Luca, attore e musicista italiano († 2006)
- 6 aprile - Danilo Donati, scenografo, costumista e scrittore italiano († 2001)
- 6 aprile - Sergio Franchi, tenore e attore italiano († 1990)
- 6 aprile - Giuseppe Gatti, politico italiano († 2023)
- 6 aprile - Gil Kane, fumettista statunitense († 2000)
- 6 aprile - Ian Paisley, politico nordirlandese († 2014)
- 6 aprile - Randy Weston, pianista statunitense († 2018)
- 7 aprile - Orazio Curti, museologo e ingegnere italiano († 1999)
- 7 aprile - Antonio Fanna, musicologo italiano
- 7 aprile - Franco Ferrarotti, sociologo, scrittore e politico italiano († 2024)
- 7 aprile - Adalbert Kaubek, calciatore austriaco († 2011)
- 7 aprile - Jon J. van Rood, biologo olandese († 2017)
- 8 aprile - Duilio Agostini, pilota motociclistico italiano († 2008)
- 8 aprile - Michele Cimarosa, attore italiano († 1993)
- 8 aprile - Shecky Greene, comico statunitense († 2023)
- 8 aprile - Alfonso Maria Liquori, chimico italiano († 2000)
- 8 aprile - Jürgen Moltmann, teologo tedesco († 2024)
- 8 aprile - Ladislav Pavlovič, calciatore cecoslovacco († 2013)
- 8 aprile - Elisabeth Wiedemann, attrice tedesca († 2015)
- 9 aprile - Marcello Argilli, giornalista e scrittore italiano († 2014)
- 9 aprile - Niels Ersbøll, diplomatico danese
- 9 aprile - Hugh Hefner, editore statunitense († 2017)
- 9 aprile - Léon Landini, politico francese
- 9 aprile - Jack Nichols, cestista statunitense († 1992)
- 9 aprile - Vsevolod Safonov, attore sovietico († 1992)
- 9 aprile - Harris Wofford, politico statunitense († 2019)
- 10 aprile - Johannes Willem Maria Bluijssen, vescovo cattolico olandese († 2013)
- 10 aprile - André Deprit, fisico belga († 2006)
- 10 aprile - Doğan Kuban, storico dell'architettura e restauratore turco († 2021)
- 10 aprile - Gustav Metzger, artista tedesco († 2017)
- 10 aprile - Carlos Alberto Raffo, calciatore argentino († 2013)
- 11 aprile - Franz Herre, giornalista e storico tedesco
- 11 aprile - Hristo Hristov, regista e sceneggiatore bulgaro († 2007)
- 11 aprile - Pete Lovely, pilota di Formula 1 statunitense († 2011)
- 11 aprile - José Poy, allenatore di calcio e calciatore argentino († 1996)
- 11 aprile - Angelo Rizzo, vescovo cattolico italiano († 2009)
- 11 aprile - Leo Sotorník, ginnasta cecoslovacco († 1998)
- 12 aprile - Piero De Bernardi, sceneggiatore italiano († 2010)
- 12 aprile - Andrea Di Martino, botanico italiano († 2009)
- 12 aprile - James Hillman, psicoanalista, saggista e filosofo statunitense († 2011)
- 12 aprile - Alex Jardine, calciatore scozzese († 1978)
- 12 aprile - Marianne Sin-Pfältzer, fotografa tedesca († 2015)
- 12 aprile - Elizabeth Threatt, modella e attrice statunitense († 1993)
- 12 aprile - Jane Withers, attrice statunitense († 2021)
- 13 aprile - Franco Cagnetta, storico dell'arte, antropologo e etnologo italiano († 1999)
- 13 aprile - Maximilian Raub, canoista austriaco († 2019)
- 13 aprile - John Spencer-Churchill, XI duca di Marlborough, nobile britannico († 2014)
- 13 aprile - Ekaterina Grigor'evna Stašesvskaja-Narodickaja, regista sovietico († 1977)
- 13 aprile - André Testut, pilota automobilistico monegasco († 2005)
- 13 aprile - Vladislav Čáp, pattinatore artistico su ghiaccio cecoslovacco († 2001)
- 14 aprile - Makensen Bungo, scrittore albanese († 2018)
- 14 aprile - Leopoldo Calvo-Sotelo, politico spagnolo († 2008)
- 14 aprile - Harry Gilmer, giocatore di football americano statunitense († 2016)
- 14 aprile - Gloria Jean, attrice e cantante statunitense († 2018)
- 14 aprile - Enzo Melandri, filosofo italiano († 1993)
- 14 aprile - Myung Rye-hyun, ex calciatore e allenatore di calcio nordcoreano
- 14 aprile - Piero Nelli, regista, scrittore e autore televisivo italiano († 2014)
- 14 aprile - George Robledo, calciatore cileno († 1989)
- 14 aprile - Paul Thomas, allenatore di pallacanestro canadese († 2017)
- 15 aprile - Enrico Ameri, giornalista italiano († 2004)
- 15 aprile - Giuseppe Garoli, politico italiano († 1985)
- 15 aprile - Karl Kowanz, calciatore e allenatore di calcio austriaco († 1998)
- 15 aprile - Vittorio Pastori, presbitero e missionario italiano († 1994)
- 15 aprile - Renzo Rosso, scrittore, drammaturgo e sceneggiatore italiano († 2009)
- 15 aprile - Renzo Salvarani, imprenditore italiano († 2021)
- 15 aprile - Guido Soldani, calciatore e allenatore di calcio italiano († 2023)
- 16 aprile - Carlo Carlevaris, presbitero italiano († 2018)
- 16 aprile - Pierre Fabre, farmacista e imprenditore francese († 2013)
- 16 aprile - Fritz Müller, geologo svizzero († 1980)
- 16 aprile - Matti Simola, cestista e allenatore di pallacanestro finlandese († 1975)
- 16 aprile - Borys Voznyc'kyj, storico dell'arte ucraino († 2012)
- 17 aprile - Angelo D'Alessandro, regista, sceneggiatore e autore televisivo italiano († 2011)
- 17 aprile - Luciana Frezza, poetessa e traduttrice italiana († 1992)
- 17 aprile - Oddvar Kruge, calciatore norvegese († 2015)
- 17 aprile - Claudio Leonardi, storico e latinista italiano († 2010)
- 17 aprile - Joan Lorring, attrice statunitense († 2014)
- 18 aprile - Franco Ghiglia, partigiano italiano († 1945)
- 18 aprile - Günter Meisner, attore tedesco († 1994)
- 19 aprile - Rawya Ateya, insegnante, giornalista e politica egiziana († 1997)
- 19 aprile - William Klein, fotografo e regista statunitense († 2022)
- 19 aprile - John Proctor, funzionario statunitense († 1999)
- 19 aprile - Benjamin Ruggiero, mafioso statunitense († 1994)
- 19 aprile - Berl Senofsky, violinista statunitense († 2002)
- 20 aprile - Bernile Nienau, tedesca († 1943)
- 20 aprile - Enzo Liberti, attore, doppiatore e regista italiano († 1986)
- 21 aprile - Elisabetta II del Regno Unito, sovrana britannica († 2022)
- 21 aprile - Mustafa Ertan, allenatore di calcio e calciatore turco († 2005)
- 21 aprile - Egidio Lorenzi, calciatore italiano
- 21 aprile - Aleksandăr Lûdskanov, traduttore bulgaro († 1975)
- 21 aprile - Milli Martinelli, scrittrice, traduttrice e slavista italiana († 2018)
- 21 aprile - Roger Mayer, produttore cinematografico statunitense († 2015)
- 21 aprile - Arthur Rowley, allenatore di calcio e calciatore inglese († 2002)
- 22 aprile - Pierre Guffroy, scenografo francese († 2010)
- 22 aprile - Milan Lajčiak, scrittore, giornalista e traduttore slovacco († 1987)
- 22 aprile - Harald Leipnitz, attore tedesco († 2000)
- 22 aprile - Julio Maceiras, calciatore uruguaiano († 2011)
- 22 aprile - Charlotte Rae, attrice, doppiatrice e cantante statunitense († 2018)
- 23 aprile - Giuseppe Albano, partigiano italiano († 1945)
- 23 aprile - Alessandro Cortese de Bosis, diplomatico e scrittore italiano
- 23 aprile - J. P. Donleavy, scrittore statunitense († 2017)
- 23 aprile - Jan Lambrecht, teologo belga († 2023)
- 23 aprile - Vicky Lane, attrice e cantante irlandese († 1983)
- 23 aprile - Paolo Manfredini, ex calciatore italiano
- 23 aprile - Giorgio Nebbia, ambientalista, politico e chimico italiano († 2019)
- 24 aprile - Mario Cipriani, attore italiano († 2003)
- 24 aprile - Ovida Delect, poetessa e politica francese († 1996)
- 24 aprile - Thorbjörn Fälldin, politico svedese († 2016)
- 24 aprile - Luciano Giusti, ex calciatore e allenatore di calcio italiano
- 24 aprile - Heriberto Herrera, calciatore e allenatore di calcio paraguaiano († 1996)
- 24 aprile - Gianna Maranesi, ex modella italiana
- 25 aprile - Vittorio Gelmetti, compositore italiano († 1992)
- 25 aprile - Pietro Iotti, politico, antifascista e scrittore italiano († 2016)
- 25 aprile - Tadeusz Janczar, attore polacco († 1997)
- 25 aprile - Pier Ludovico Pavoni, direttore della fotografia, regista e produttore cinematografico italiano
- 25 aprile - Pio Penzo, incisore e presbitero italiano († 1988)
- 25 aprile - Tadashige Teranishi, allenatore di calcio giapponese († 1999)
- 26 aprile - Per Olof Ekström, scrittore e giornalista svedese († 1981)
- 26 aprile - J. B. Hutto, musicista e cantante statunitense († 1983)
- 26 aprile - Leonardo Pavirani, partigiano italiano († 1945)
- 26 aprile - Lamberto Pignotti, artista e poeta italiano
- 26 aprile - Giuseppe Soncini, partigiano e politico italiano († 1991)
- 27 aprile - Vincenzo Cirrincione, vescovo cattolico italiano († 2002)
- 27 aprile - Leo DeLyon, doppiatore statunitense († 2021)
- 27 aprile - Dionizije Dvornić, calciatore jugoslavo († 1992)
- 27 aprile - Arnaldo Galli, pittore e disegnatore italiano († 2019)
- 27 aprile - Martin Gray, scrittore polacco († 2016)
- 27 aprile - Tim LaHaye, scrittore statunitense († 2016)
- 28 aprile - Harper Lee, scrittrice statunitense († 2016)
- 28 aprile - Wolfango Peretti Poggi, pittore italiano († 2017)
- 29 aprile - Paul Baran, ingegnere polacco († 2011)
- 29 aprile - Annibale Fada, politico italiano († 1971)
- 29 aprile - Demos Malavasi, partigiano italiano († 1944)
- 29 aprile - Carrie Meek, politica statunitense († 2021)
- 29 aprile - Abd al-Wahid Pallavicini, islamista italiano († 2017)
- 29 aprile - Eduardo Ricagni, calciatore argentino († 2010)
- 29 aprile - Preston Robert Tisch, imprenditore statunitense († 2005)
- 29 aprile - Bruno Volponi, ex calciatore italiano
- 30 aprile - Armando Barducci, ciclista su strada italiano († 2016)
- 30 aprile - Edmund Cooper, autore di fantascienza inglese († 1982)
- 30 aprile - Cloris Leachman, attrice statunitense († 2021)
- 30 aprile - Nydia Licia, attrice, impresaria teatrale e scrittrice italiana († 2015)
- 30 aprile - Giotto Stoppino, architetto e designer italiano († 2011)
- 30 aprile - Kono Taeko, scrittrice giapponese († 2015)
- 30 aprile - Hippolyte Van den Bosch, allenatore di calcio e calciatore belga († 2011)